# Philonotula tahitensis
Philonotula tahitensis là một loài rêu trong họ Bartramiaceae. Loài này được Müll. Hal. Besch. mô tả khoa học đầu tiên năm 1894.